# Berättelser ur Den Oändliga Historien
Berättelser ur Den Oändliga Historien (originaltitel Tales from the Neverending Story) är en tysk-kanadensisk mini-serie från år 2001. Serien är baserad på olika teman som Michael Ende tar upp i sin bok Den oändliga historien.

## Handling
Den 12-årige pojken Bastian Balthazar Bux hade en väldigt livlig fantasi en gång i tiden. Denna fantasi har han dock förlorat i och med att han blivit äldre, börjat skolan, TV-tittande och fascination för Game Boy.
En dag råkar hans mamma ut för en bilolycka och förs till sjukhus. Bastian och hans pappa sitter i väntrummet och inväntar tålmodigt besked från läkarna som tar hand om henne. Plötsligt blir Bastian väldigt törstig, och bestämmer sig för att gå ut och köpa en läsk. På väg till kiosken träffar han Konrad Koreander, som driver ett bokantikvariat.
Koreander råkar ha sönder Bastians Game Boy, och erbjuder honom en bok som ersättning. Bastian antar erbjudandet och väljer boken Den Oändliga Historien. Han sätter sig på en bänk och börjar läsa boken, och plötsligt har hans fantasi återuppstått!
Till en början verkar Den Oändliga Historien vara en helt vanlig äventyrsbok, men boken är allt annat än vanlig! Medan Bastian sitter och läser boken så börjar konstiga saker hända runt omkring honom. Bokens underliga karaktärer, som bor i fantasivärlden Fantásien, dyker upp i den verkliga världen och börjar orsaka kaos!
Plötsligt inser Bastian att han har hela Fantásiens öde i sina händer!

## Om serien
Serien består av fyra 90-minutersavsnitt och ska föreställa en uppdaterad version av filmen Den oändliga historien från år 1984.

## Rollista i urval
- Mark Rendall - Bastian Balthazar Bux
- John Dunn-Hill - Konrad Koreander
- Tyler Hynes - Atreyu
- Victoria Sanchez - Xayide
- Edward Yankie - Mr. Blank / Gmork
- Johnny Griffin - Connor
- Brittany Drisdelle - Fallon
- Sally Taylor-Isherwood - Yonie
- Audrey Gardiner - Barnakejsarinnan
- Stefano Faustini - Lucas
- Jane Wheeler - Laura Bux
- Emma Campbell - April